# Robert N. Hall
Robert N. Hall (sinh ngày 25/12/1919) là một kỹ sư người Mỹ và là nhà vật lý ứng dụng. Ông đã trình diễn laser bán dẫn tức điốt laser đầu tiên vào năm 1962, và phát minh ra một loại magnetron nay thường được sử dụng trong lò vi sóng.
Ông cũng nhiều đóng góp vào sự phát triển của chỉnh lưu trong truyền tải điện.

## Hoạt động
Robert Hall theo học Viện Công nghệ California, trong đó có khoảng bỏ dở giữa chừng vì lý do tài chính. Sau đó ông làm thử nghiệm viên cho General Electric. Năm 1948 ông bảo vệ học vị Ph.D.
Trong khi nghiên cứu các đặc điểm của điốt p-i-n dùng cho chỉnh lưu điện, Hall đã có một cái nhìn sâu sắc quan trọng mà kết quả của ông đã được đồng ghi nhận với William Shockley và W. T. Read, Jr., về phân tích sự tái tổ hợp phần tử mang không bức xạ trong chất bán dẫn. Ông phát triển laser bán dẫn vào năm 1962, trong khi làm việc cho General Electric ở Schenectady, New York. Trong năm 1970, ông tập trung vào quang điện và các tế bào năng lượng mặt trời. Ông nghỉ hưu vào năm 1987, đã được cấp 43 bằng sáng chế của Hoa Kỳ trong suốt sự nghiệp của mình.
Robert Hall đã được bầu vào Viện Hàn lâm Kỹ thuật Quốc gia Hoa Kỳ (NAE, National Academy of Engineering) vào năm 1977, và vào Viện Hàn lâm Khoa học Quốc gia Hoa Kỳ (NAS, National Academy of Sciences) năm 1978. Ông được giới thiệu vào "National Inventors Hall of Fame" năm 1994.